# Rauserodes epiproctalis
Rauserodes epiproctalis är en bäcksländeart som först beskrevs av Peter Zwick 1997.  Rauserodes epiproctalis ingår i släktet Rauserodes och familjen rovbäcksländor. Inga underarter finns listade i Catalogue of Life.